# Katherine Justice
Katherine Justice (Ohio, 28 de octubre de 1942) es una actriz estadounidense activa principalmente entre las décadas de 1960 y 1980.

## Carrera
Obtuvo el papel protagónico en el telefilme Columbo: Prescription Murder (1968), el cual fue adaptado más adelante en el exitoso seriado de televisión Columbo.
Interpretó el papel recurrente de Sheila Hogan en Falcon Crest, iniciando en 1982. Encarnó a Rita Jones en el seriado dramático Dangerous Women (1991). Otras de sus apariciones notables incluyen producciones como Gunsmoke (1969-1972), Barnaby Jones (1973, 1975, 1977), Hawaii Five-O (1974) y Dallas (1991).

## Filmografía

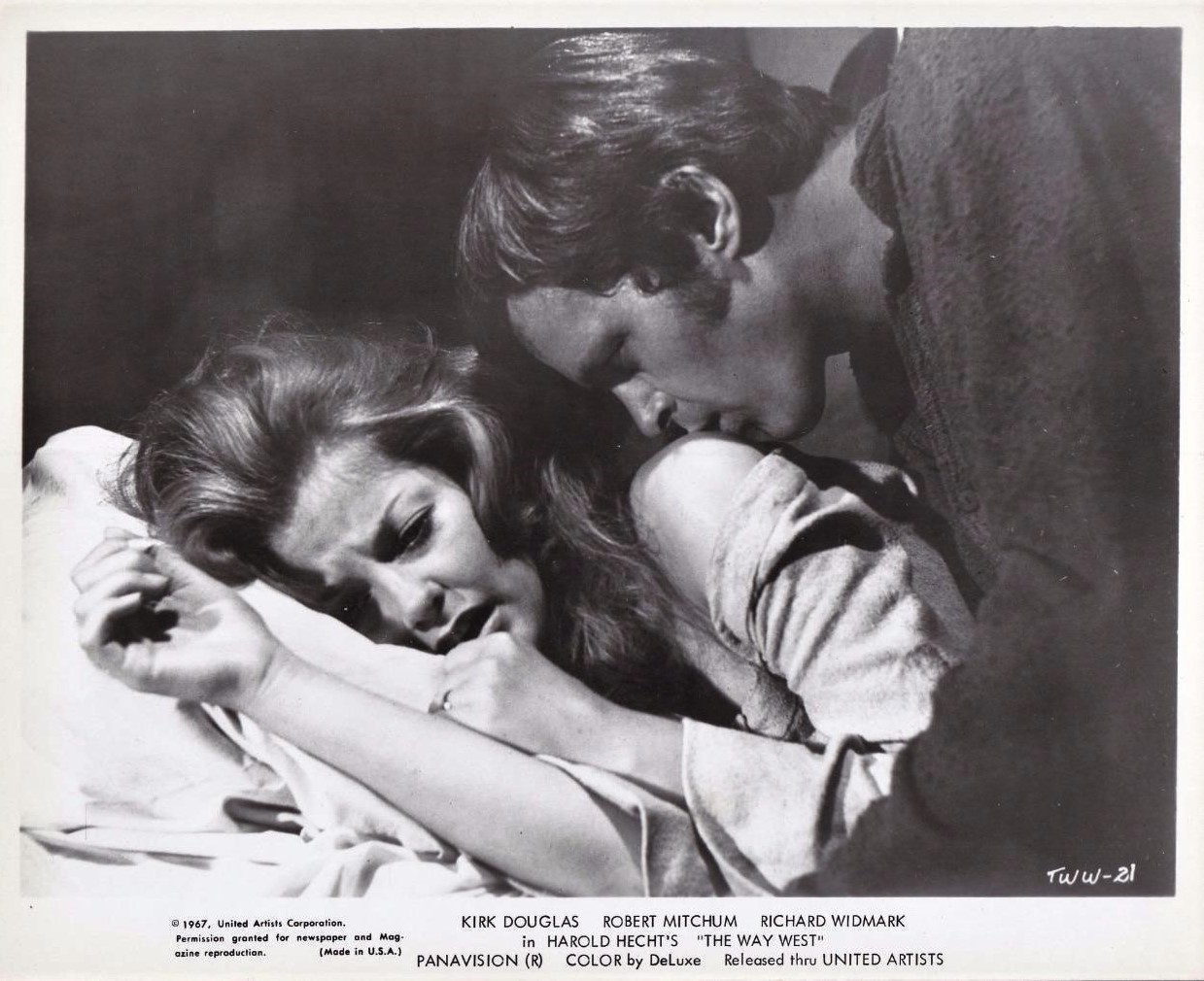
Katherine Justice y Michael Witney en la película The Way West de 1967.

| - The Big Valley (1966) - The Way West (1967) - The Invaders (1967, 1968) - Columbo: Prescription Murder (1968) - 5 Card Stud (1968) - The Virginian (1968) - Gunsmoke (1969-1972) - Mannix (1969, 1970, 1975) - Nanny and the Professor (1971) - Cannon (1972, 1976) - Marcus Welby, M.D. (1972) - Limbo (1972) - Barnaby Jones (1973, 1975, 1977) | - Hawaii Five-O (1974) - The Streets of San Francisco (1974) - Police Woman (1975, 1978) - Quinn Martin's Tales of the Unexpected (1977) - Quincy, M.E. (1981, 1982) - Separate Ways (1981) - Falcon Crest (1982-1983) - T. J. Hooker (1983, 1984) - Blue Thunder (1984) - Simon & Simon (1985) - Alien Nation (1989) - Dallas (1991) - Dangerous Women (1991) |